# Malleola cladophylax
Malleola cladophylax är en orkidéart som först beskrevs av Rudolf Schlechter, och fick sitt nu gällande namn av Johannes Jacobus Smith och Schltr.. Malleola cladophylax ingår i släktet Malleola och familjen orkidéer. Inga underarter finns listade i Catalogue of Life.